# Lake Oahe

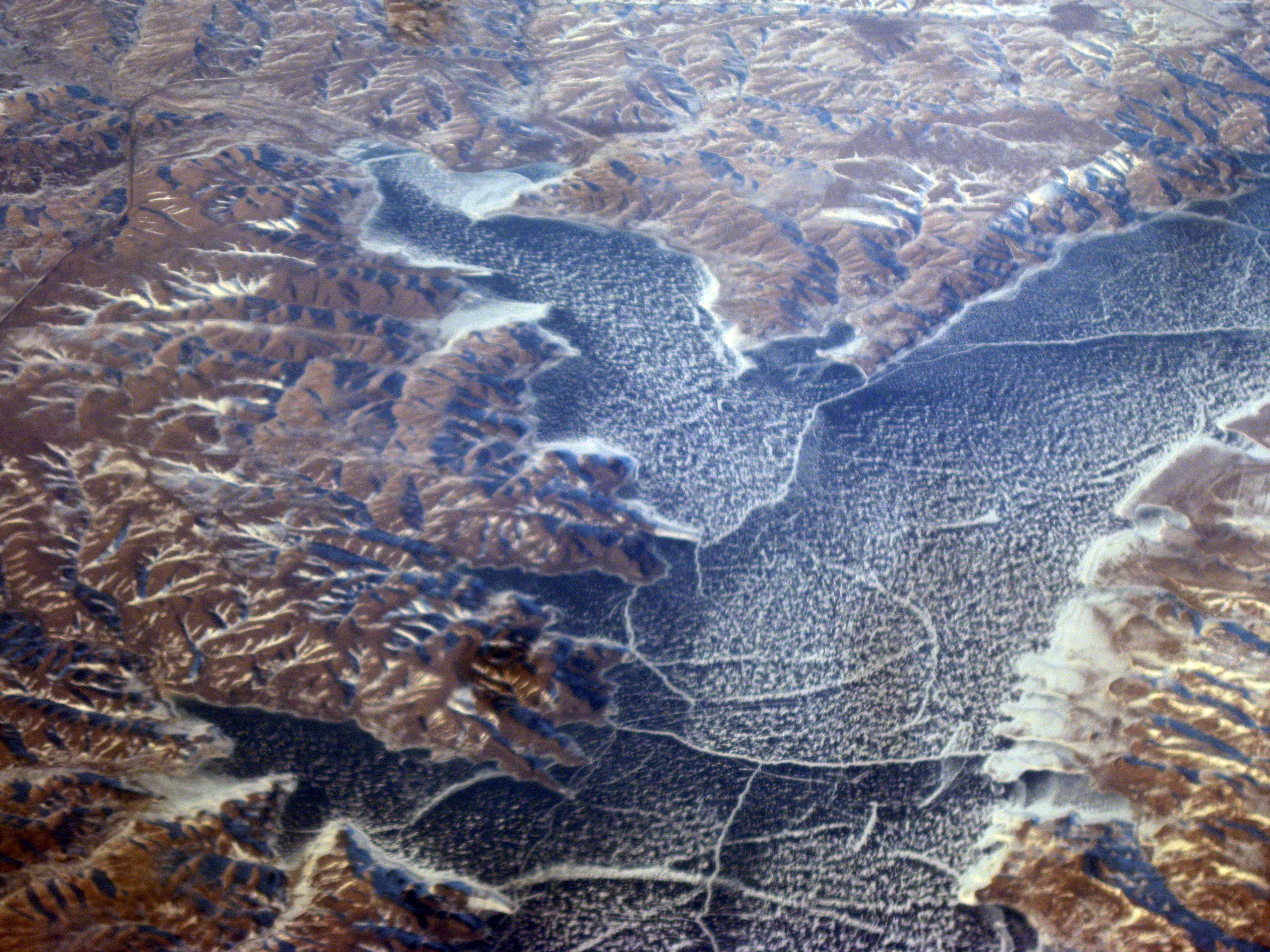
Lake Oahe, vintern 2009

Lake Oahe är en stor, av Oahedämningen, uppdämd sjö i Missourifloden. Sjön, som  börjar i  centrala South Dakota och fortsätter norrut in i North Dakota i USA, har en yta på 1 500 km2 och ett djup på upp till 62 meter.
Volymmässigt är Lake Oahe USA:s fjärde största vattenreservoar.
Oaho Lake är uppkallad efter den forna missionsstationen Oahe Indian Mission som byggdes år 1874 och översvämmades av sjön. Kyrkan, som flyttades när dämningen byggdes, är det enda som återstår av missionsstationen.

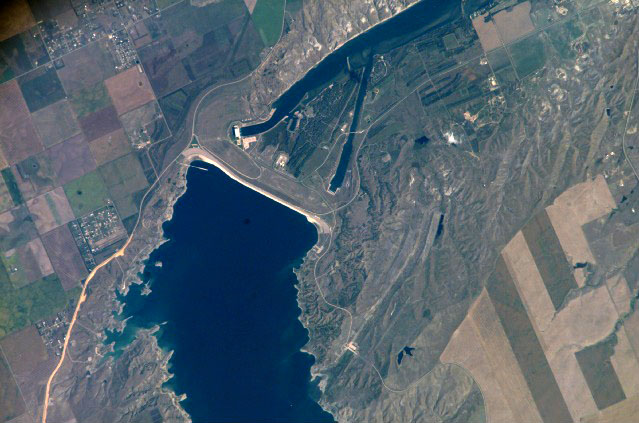
Oahedämningen vid staden Pierre

Lake Oahe börjar lite norr om staden Pierre i South Dakota och sträcker sig norrut till staden Bismarck i North Dakota. Den övergivna staden Forest City ligger under vatten i Lake Oahe. Arkeologiska utgrävningar i området har avslöjat indianska  bosättningar, bland annat i Molstad Village. De har daterats till mitten av 1500-talet och har utsetts till National Historic Landmark.
De fem stora dammarna som byggdes i Missourifloden på 1960-talet tvingade bort lokalbefolkningen från de översvämmade områdena. Över 800 km2 av indianreservaten Standing Rock och Cheyenne River i South Dakota översvämmades av vatten när dämningen byggdes. Befolkningen kräver fortfarande (2015) ersättning för förlusten av de översvämmade områdena.